# Polisportiva Alghero

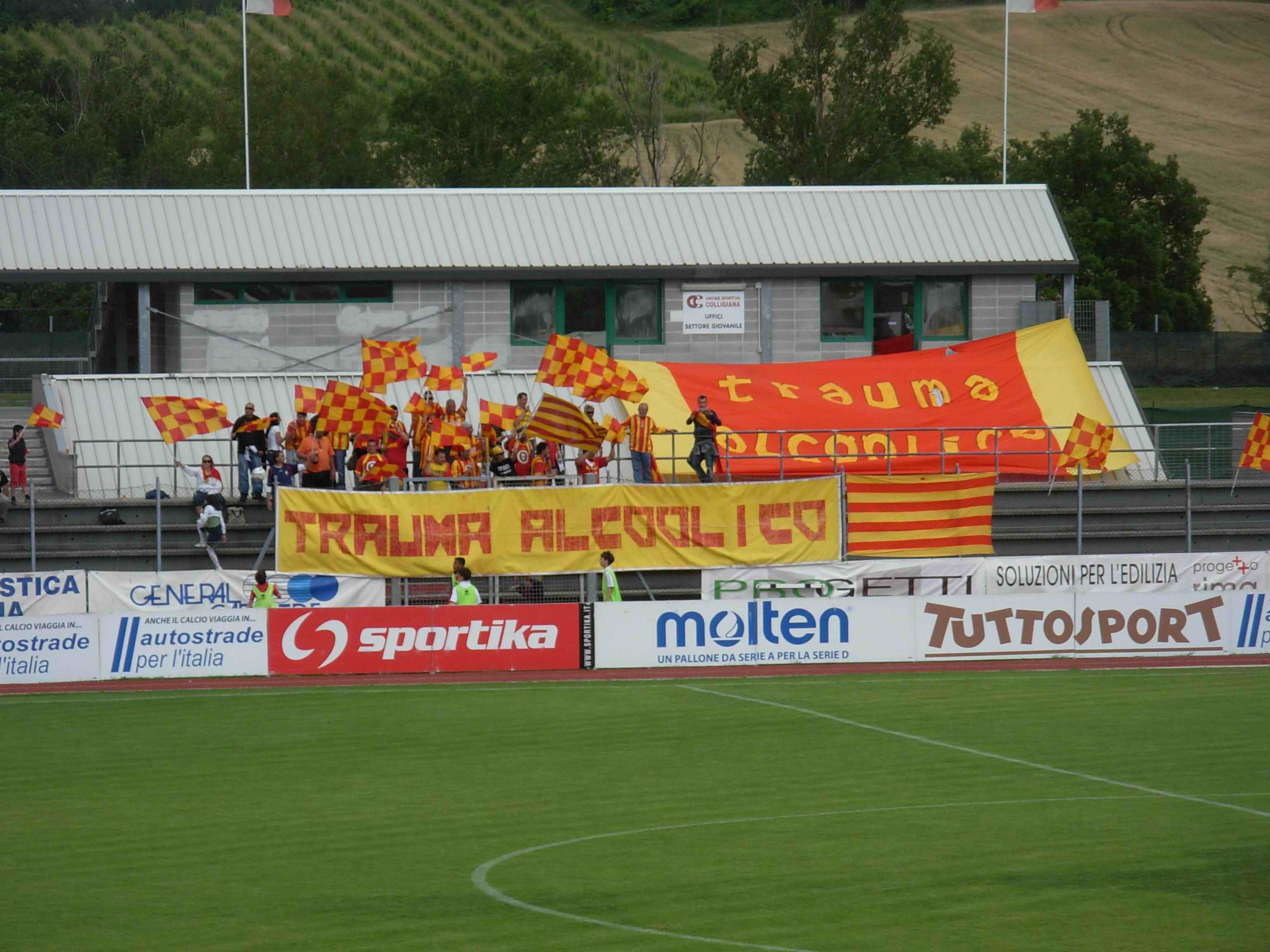
Les Ultras del Trauma se rendent à Colle di Val d'Elsa pour la demi-finale des Play Offs de Serie D 2008

La Polisportiva Alghero est un club italien de football basé à Alghero, dans la province de Sassari, en Sardaigne. Fondé en 1945, ce club évolue en 2009-2010 en Ligue Pro Deuxième Division (4e niveau).
La Polisportiva Alghero, n'obtient pas la licence pour le championnat  Ligue Pro Deuxième Division pour la saison 2010-2011 et se déclare en faillite. 
Un autre club de la ville, La Palma Alghero, adopte les couleurs de la Polisportiva (bandes verticales jaune et rouge) et change son nom en ASD 1945 Alghero. Elle sera dissoute en 2022.
Alghero Calcio
Le 26 juillet 2010 est fondée l'Alghero Calcio, avec uniquement des équipes de jeunes. 
En juillet 2022, ils créent une équipe seniors et prennent la place (fusion ?, absorption ?) de l'Audax Algherense, promu en Prima Categoria de Sardaigne. Ils sont promus pour la saison 2023-2024 en Promozione (6ᵉ niveau)
Les couleurs restent en bandes verticales jaunes et rouges comme les couleurs de la Catalogne, colonisateur de la ville au Moyen Âge et qui conserve 20 000 catalanophones dans sa population.